# Lazdijai
Lazdijai (česky zastarale Lozdie) je litevské okresní město v Alytuském kraji, 52 km na jihozápad od Alytusu, 7 km od státní hranice s Polskem, 152 km na západ od Vilniusu.
Město slaví svůj svátek 17. května. Ve městě je neobarokní trojlodní katolický kostel svaté Anny (poprvé postaven roku 1560, nynější roku 1895) se dvěma věžemi, pravoslavný kostel, památník nezávislosti (postaven r. 1938, obnoven r. 1990), památník místním rezistentům a dalším obětem okupace, gymnázium Motiejuse Gustaitise, škola umění, oblastní muzeum, dvě knihovny, kulturní dům, sportovní klub „Sakalas“, pošta (PSČ: LT-67001), okresní nemocnice a poliklinika.
Městem protéká potok Raišupis, jinak nazývaný také Lazdija; podle druhého názvu dostalo město jméno. Má se za to, že název Raišupis je původu jotvingského s významem (lískový) oříšek (litevsky riešutas) nebo líska (litevsky lazdynas), tedy odvozeným přejetím vznikl litevský název potoka Lazdija nebo Lazda (litevsky lazda je hůlka lískovka). Potok Raišupis protéká městem od jihu k severu; na jižním okraji města protéká jezerem Baltajis a ještě o něco jižněji je další jezero Palazdijis.

## Sport
- FK Lazdis – fotbalový klub
- KK Lazdijai – basketbalový klub

## Komunikace
- Městem prochází silnice č. 134 Kalvarija – Rudamina – Lazdijai – Liepalingis
- Odtud vychází silnice č. 135 k jihu Lazdijai – státní hranice s Polskem, která dále v Polsku pokračuje jako silnice č. 16 Ogrodniki – Giby – Głęboki Bród – Augustów – Ełk – Mrągowo – Olsztyn – Grudziądz
- Silnice č. 132 k východu Lazdijai – Seirijai – Alytus
- Silnice k západu (jižněji) Lazdijai – státní hranice s Polskem, která dále v Polsku pokračuje jako silnice Burbiszki – Seiwy
- Silnice k západu (severněji) Lazdijai – Virbalai – Dzūkai
- Silnice k severu Lazdijai – Verstaminai – Krosna
- Silnice k jihu Lazdijai – Kučiūnai
- Cesta k západu Lazdijai – Salos

## Významné osobnosti
- Motiejus Gustaitis (1870–1927), pedagog a básník, byl ředitelem zdejší školy (dnes gymnázia),
- Salomėja Nėris (1904–1945), významná litevská básnířka, v letech 1928 – 1931 učila po zemřelém M. Gustaitisovi, bydlela po něm v tomtéž domě, dnes oblastní muzeum, mj. s expozicí o této básnířce.

Zde se narodili:
- Ignas Albavičius (1890–1970), farář litevských emigrantů do USA, veřejný činitel
- Leonas Zmirskas (1920–1997), divadelní a filmový herec
- Valentina Karatajūtė-Talimaa (* 1930), geoložka, paleontoložka
- Leonas Povilas Lingaitis (* 1938), strojní inženýr
- Bitė Vilimaitė (* 1943), spisovatelka
- Eimantas Skrabulis (* 1965), lehkoatletický přeborník
- Arūnas Valinskas (* 1966), pořadatel TV show a jiných pořadů, politik
- Marijonas Mikutavičius (* 1971), populární novinář, herec, vedoucí televizních pořadů, zpěvák